# High Voltage (1975)
High Voltage — дебютний студійний альбом австралійського хард-рок гурту AC/DC; презентація альбому відбулась 17 лютого 1975 року. Дана версія альбому видавалася тільки в Австралії, міжнародне видання значно відрізняється від австралійського: з оригінальної версії в міжнародній залишилися тільки «She's Got Balls» і «Little Lover».

## Про альбом
Шість із восьми пісень альбому написані соло-гітаристом групи Ангусом Янгом, його братом, ритм-гітаристом Малколмом Янгом і вокалістом Боном Скотом. Авторами «Soul Stripper» є Ангус і Малколм Янг, а «Baby, Please Do not Go» є кавер-версією пісні американського блюзмена Біг Джо Вільямса. Ця композиція пізніше вийшла як сингл. Також разом із «You Is not Got a Hold on Me», «Soul Stripper» і «Show Business» у 1984 році вона увійшла до мініальбом '74 Jailbreak. «Show Business» була випущена на стороні Б американської версії синглу «Jailbreak». Пісні «Stick Around» і «Love Song» довгий час залишалися виданими для міжнародної аудиторії, поки в 2009 році не увійшли до збірки Backtracks.

## Список композицій
Всі пісні написані Ангусом Янгом, Малколмом Янгом і Боном Скоттом, крім зазначених окремо.
| #  | Назва                        | Автор           | Тривалість |
| -- | ---------------------------- | --------------- | ---------- |
| 1. | «Baby, Please Don't Go»      | Біг Джо Уільямс | 4:52       |
| 2. | «She's Got Balls»            |                 | 4:52       |
| 3. | «Little Lover»               |                 | 5:39       |
| 4. | «Stick Around»               |                 | 4:42       |
| 5. | «Soul Stripper»              | А.Янг, М.Янг    | 6:27       |
| 6. | «You Ain't Got a Hold on Me» |                 | 3:35       |
| 7. | «Love Song»                  |                 | 5:11       |
| 8. | «Show Business»              |                 | 4:46       |

## Музиканти
- Бон Скотт — вокал
- Анґус Янґ — соло-гітара
- Малколм Янґ — ритм-гітара, бек-вокал
- Джордж Янґ — бас-гітара (4 і 7)
- Роб Бейлі — бас-гітара (1–3, 5–6, 8)
- Тоні Карренті — барабани (2–8)
- Пітер Клек — барабани на «Baby, Please Don't Go»

## Чарти
| Чарт                                      | Позиція |
| ----------------------------------------- | ------- |
| Australian Kent Music Report Albums Chart | 7       |
| Australian Albums Chart                   | 31      |

## Сертифікації
| Регіон                                             | Сертифікація  | Продажі  |
| -------------------------------------------------- | ------------- | -------- |
| Австралія (ARIA)                                   | 5× Платиновий | 350 000^ |
| ^відвантаження, що базуються лише на сертифікаціях |               |          |